# Парламентские выборы во Франции (1863)
Парламентские выборы во Франции 1863 года проходили в два тура 31 мая и 14 июня. Это были третьи выборы Второй империи. Были избраны 283 члена Законодательного корпуса. Про-правительственные кандидаты (бонапартисты) получили 5 186 340 голосов и абсолютное большинство мест — 251. Оппозиционные кандидаты получили 1 900 000 голосов и 32 места (27 %). Президентом Законодательного корпуса остался Шарль де Морни. Республиканскую оппозицию возглавлял Оливье Эмиль, монархическую — Пьер-Антуан Берье.

## Контекст выборов
До 1860-х годов Наполеон III полагался, главным образом, на деловую буржуазию и католическое духовенство. Не было никакой бонапартистской партии, которая бы его поддерживала, а только более или менее искренние или оппортунистические выступления. Есть те, кто претендует на популистский и антиклерикальный «левый бонапартизм», и те, кто претендует на консервативный и клерикальный «правый бонапартизм». Тогда Наполеону III было трудно сформировать истинную привязанность к политическому синтезу, что заставило его искать объединения «клиентов», которые ожидали от него применения определенной части его программы и которые могли бы очень быстро отвернуться от него, если бы они были недовольны.
Либерализация, проведенная в начале 1860-х годов, сопровождаемая всеобщей амнистией, объявленной по возвращении из итальянской кампании, разбудила оппозицию, как республиканскую, так и монархическую. Таким образом, правые клерикалы вовсе не оценили итальянскую политику проводимую Императором. Хотя республиканцы и либералы одобрили эту политику и его торговую политику (в частности, торговый договор с Соединенным Королевством, ратифицировавший политику, проводимую Ричардом Кобденом и Мишелем Шевалье), с другой стороны, она оттолкнула его от симпатий католиков и промышленников. Эта оппозиционная критика, в частности, воплощена в l’Univers, в журнале Луи Вейело. Она продолжалась и после экспедиции в Сирию в 1860 году в пользу маронитских католиков, которые подвергались преследованиям со стороны друзов. Тогда Наполеон III был вынужден искать новую поддержку в стране.

## Конституционная реформа 1862 года
Декретом от 24 ноября 1860 года, дополненным сенатус-консультами от 2 и 3 февраля и 31 декабря 1861 года, была изменена конституция 1852 года. Для Наполеона III речь шла о том, чтобы дать большим органам государства возможность более непосредственного участия в общей политике правительства. Так, функционирование государства, как правило, приближается к функционированию конституционной монархии. Вторая империя тогда была на пике своего развития. После конституционных реформ парламентское большинство сразу же проявило признаки независимости.

## Результаты
| Избиратели                  | Голоса     | Голоса   |
| --------------------------- | ---------- | -------- |
| Избирателей в списках       | 10 003 655 | 100,00 % |
| Не участвовавших            | 2 711 561  | 27,11 %  |
| Участвовавших               | 7 292 094  | 72,89 %  |
| Недействительных бюллетеней | 205 754    | 2,82 %   |
| Действительных бюллетеней   | 7 086 340  | 70,84 %  |

| Партия            | Места |
| ----------------- | ----- |
| Либеральный союз  | 251   |
| Республиканцы     | 17    |
| Католики-роялисты | 15    |
| Всего             | 283   |